# Cristatogobius lophius
Cristatogobius lophius es una especie de peces de la familia de los Gobiidae en el orden de los Perciformes.

## Morfología
- Los machos pueden llegar a alcanzar los 5,1 cm de longitud total.
- Número de vértebras: 26.[1][2]

## Hábitat
Es un pez de Clima subtropical y demersal que vive entre 0-12 m de profundidad. 

## Distribución geográfica
Se encuentra en el Pacífico occidental: el Japón, las Filipinas, Tailandia y Indonesia. 

## Observaciones
Es inofensivo para los humanos. 